# Sara Storer
Sara Bettine Storer (Katherine, 6 ottobre 1973) è una cantautrice e insegnante australiana.

## Biografia
Nata da una famiglia di contadini, dopo aver completato gli studi terziari a Melbourne, è diventata insegnante e si è diretta a nord a metà degli anni '90. Qui ha incontrato uno sparatutto in pensione di bufali d'acqua, Harry Chandler, la cui storia l'ha ispirata a scrivere Buffalo Bill, la sua prima canzone.
Parallelamente al lavoro di insegnante, Sara Storer aveva iniziato a suonare e cantare in feste di tutto il territorio. Ha incontrato Garth Porter, ex tastierista dei Sherbet, e produttore discografico, con cui ha lavorato su sei tracce. Porter le ha proposte alla ABC Music e Storer ha firmato un contratto discografico.
Il primo album in studio, Chasing Buffalo, è stato pubblicato nell'agosto 2000 tramite ABC Music / Universal Music Australia con la produzione di Porter; ha raggiunto la 99ª posizione della ARIA Albums Chart e la 6ª in quella dedicata al genere country. In seguito ha vinto la categoria Best New Talent ai Country Music Awards of Australia 2001.
Il secondo album, Beautiful Circle, è stato commercializzato nel novembre 2002, nuovamente prodotto da Porter; si è classificato 50° nella classifica australiana ed è stato certificato disco d'oro in madrepatria. A gennaio 2004 è stata nominata per otto Golden Guitars ai Country Music Awards of Australia, trionfando in sette categorie e rompendo il record per il maggior numero di statuette vinte in una singola cerimonia. Il disco è stato promosso con una tournée con i cantanti Troy Cassar-Daley e Charlie Landsborough. Ad ottobre 2004 ha pubblicato il suo primo DVD, Stories to Tell, che ha incluso video musicali, interviste, performance acustiche e nuove tracce.
Firefly, il terzo album in studio prodotto sempre da Porter, è stato pubblicato nel luglio 2005 ed ha raggiunto il 24º posto nella classifica australiana degli album, oltre a diventare il primo di Storer a raggiungere la vetta in quella country. Ha visto la partecipazione vocale del fratello Greg Storer, di Josh Cunningham e di Paul Kelly.
Nel dicembre 2005 Deborah Conway ha istituito il progetto Broad Festival, che ha riunito cantanti femminili appartenenti a diversi generi musicali; Sara Storer si è esibita con Katie Noonan, Ruby Hunter e Clare Bowditch. Tra febbraio e marzo 2007 si è esibita in un doppio tour con la cantante di musica country Felicity Urquhart.
Nel novembre dello stesso anno ha diffuso il suo quarto album in studio, Silver Skies, piazzatosi 60° nella ARIA Albums Chart e 3° in quella country. È stato il primo distribuito dalla sua nuova casa discografica EMI Records,  coprodotto da Cunningham e Matt Fell, ed è stato anticipato dal singolo Land Cries Out.
Dal 2007 al 2009 ha costituito, con Beccy Cole e Gina Jeffreys, il trio country Songbirds; insieme hanno pubblicato un DVD dal vivo, You Got a Friend: Live in Concert, certificato disco d'oro in madrepatria. È stato registrato a Tamworth nel gennaio 2009 e reso disponibile a maggio, anche nei cinema.
Ad ottobre 2010 è stata la volta della prima raccolta della cantante, Calling Me Home - The Best of Sara Storer, che ha raggiunto la 28ª posizione nella ARIA Albums Chart e la vetta tra i progetti country. Per il disco ha inciso tre nuove tracce, Calling Me Home, Children of the Gurundi (con Kev Carmody) e Tears. Storer ha lanciato il quinto album in studio, Lovegrass, al Gympie Music Muster nell'agosto 2013. Prodotto da Matt Fell, si è piazzato alla 25ª posizione nella classifica degli album australiana. Nel 2015 Storer ha registrato Song for Grace, un duetto con Lee Kernaghan per il suo album Spirit of the Anzacs.
A marzo 2016 ha pubblicato il suo sesto album in studio, Silos, che ha raggiunto la 30ª posizione nella classifica australiana e che le è valso la sua sesta candidatura per il premio ARIA per il miglior album country e che ha segnato la sua prima vittoria nella categoria. Ai Country Music Awards of Australia 2017 ha ricevuto la sua ventunesima Golden Guitar, più di qualsiasi artista femminile. Ad aprile 2019 è uscito il settimo album Raindance.

## Premi e riconoscimenti
Sara Storer ha ricevuto sette candidature agli ARIA Music Awards, una per ogni album in studio, vincendo solo una volta, nel 2016 per Silos. Ai Country Music Awards of Australia ha accumulato 21 Golden Guitars.

## Discografia

### Album in studio
- 2000 – Chasing Buffalo
- 2002 - Beautiful Circle
- 2005 - Firefly
- 2007 – Silver Skies
- 2013 – Love Grass
- 2016 – Silos
- 2019 – Raindance

### Raccolte
- 2010 - Calling Me Home – The Best of Sara Storer

### Singoli
- 2000 – Buffalo Bill
- 2002 – Raining on the Plains (con John Williamson)
- 2003 – These Hands
- 2005 – Firefly
- 2007 – Land Cries Out
- 2009 – When I Was a Boy (con Greg Sorter)
- 2010 – Calling Me Home
- 2011 – Children of the Gurundi (con Kev Carmody)
- 2013 – Lovegrass
- 2013 – Pozie (con John Williamson)
- 2016 – Dandelions
- 2016 – Purple Cookies
- 2019 – Raindance